# クレマン・シャベルノー
クレマン・シャベルノー （ Clément Chabernaud, 1988年- ）は、フランスの男性ファッションモデル。
パリ出身。16歳のときにディオール・オムのキャットウォークとしてデビュー。Wilhelmina New York,Sight Management、Success Models、d'management group,UNIQUE DENMARK、FM Agencyなどのモデルエージェンシーに所属している。